# Партений Лампсакийски
Св. Партений Лампсакийски (? - ум. 318 г.) е епископ Лампсакийски. Паметта му се почита на 7 февруари. Св. Партений е най-вече тачен и почитан от Църквата защото се борил срещу „безчестното елинско идолослужение, докато християните били твърде малобройни“ и явно успял да обърне доста капища в християнски храмове.
Свети Партений е живял в Милетопол (на старогръцки: Μιλητόπολις) (който се намирал на полуостров Хелеспонт или Мизия (Мала Азия) до Караджабей) по времето на император Константин I Велики. Баща му Христодул е дякон. Св. Партений е ноторно известен с непреклонната си вяра, усърдие, трудолюбие и най-вече чудеса. Спечеленото раздавал на нуждаещите си. Милетополският епископ Филет го образова и ръкополага за свещеник. След епископа на Кизик Асколий, Партений е епископ на Лампсак. Известен чудотворец и лечител. 
Свети Партений е здраво свързан с Тракия. Житието му разказва, че „излекувал“ архиепископа на Хераклея (Ираклия) Тракийска Ипатиан от сребролюбие, скъперничество и беззаконие.
През 1235 г. на църковен събор в Лампсак (Калиопол) и по всяка вероятност в неговата катедрала и пред ковчега с неговите мощи е възстановено патриаршеското достойноство на българската църква в лицето на търновския архиепископ Йоаким I Български, като българската църква носи оттогава името Търновска патриаршия.